# Odette Bancilhon
Odette Bancilhon (* 22. September 1908; † 1998) war eine französische Astronomin.

## Leben
Bancilhon wurde bekannt durch die Entdeckung von (1333) Cevenola, einem Asteroid des Hauptgürtels. Sie entdeckte ihn am  20. Februar 1934 im Centre de recherche en astronomie, astrophysique et géophysique in Algier, wo sie in den 1930er und 1940er Jahren forschte. 1950 wechselte sie ans Observatoire de Strasbourg. Später begleitet sie ihren Mann Alfred Schmitt noch ans Observatorium von Quito, der Hauptstadt von Ecuador. 1964 ging sie in den Ruhestand. Nach der Heirat nannte sie sich Odette Schmitt-Bancilhon.

## Ehrungen
Der am 27. September 1951 vom französischen Astronomen Louis Boyer in Algier entdeckte Asteroid (1713) Bancilhon wurde zu ihren Ehren benannt.